# علي افتخاري
علي افتخاري (بالفارسية: علی افتخاری) هو لاعب كرة قدم إيراني في مركز الوسط، ولد في 12 يناير 1964 في رشت في إيران. شارك مع منتخب إيران لكرة القدم. أما مع النوادي، فقد لعب مع تانجونغ باغار يونايتد ونادي استقلال رشت ونادي استقلال طهران ونادي برسبوليس ونادي برق طهران ونادي سايبا ونادي كشاورز.

## وصلات خارجية
- علي افتخاري على موقع قاعدة بيانات كرة القدم.إي يو (الإنجليزية)
- علي افتخاري على موقع ناشيونال فوتبول تيمز (الإنجليزية)